# European Challenge Cup 1999-00
La European Rugby Challenge Cup 1999-2000 fue la cuarta temporada  de la European Rugby Challenge Cup, la segunda competición de rugby union por clubes de los países integrantes del Torneo de las Seis Naciones, y algún que otro participante de otros países.

## Fase de grupos

### Grupo 1
| Team            | PJ | PG | PE | PP | TF | TC | DT  | PF  | PC  | Dif | Pts |
| --------------- | -- | -- | -- | -- | -- | -- | --- | --- | --- | --- | --- |
| Bristol Bears   | 6  | 5  | 0  | 1  | 18 | 8  | 10  | 165 | 96  | 69  | 10  |
| Bordeaux-Begles | 6  | 4  | 0  | 2  | 18 | 11 | 7   | 158 | 124 | 34  | 8   |
| Dax             | 6  | 3  | 0  | 3  | 12 | 14 | -2  | 129 | 146 | -17 | 6   |
| Calvisano       | 6  | 0  | 0  | 6  | 3  | 18 | -15 | 69  | 155 | -86 | 0   |

### Grupo 2
| Team              | PJ | PG | PE | PP | TF | TC | DT  | PF  | PC  | Dif  | Pts |
| ----------------- | -- | -- | -- | -- | -- | -- | --- | --- | --- | ---- | --- |
| Castres Olympique | 6  | 6  | 0  | 0  | 39 | 12 | 27  | 249 | 94  | 155  | 12  |
| Newport           | 6  | 3  | 0  | 3  | 15 | 14 | 1   | 137 | 119 | 18   | 6   |
| Bedford Blues     | 6  | 2  | 0  | 4  | 15 | 31 | -16 | 121 | 223 | -102 | 4   |
| Rugby Rovigo      | 6  | 1  | 0  | 5  | 13 | 25 | -12 | 107 | 178 | -71  | 2   |

### Grupo 3
| Team        | PJ | PG | PE | PP | TF | TC | DT  | PF  | PC  | Dif  | Pts |
| ----------- | -- | -- | -- | -- | -- | -- | --- | --- | --- | ---- | --- |
| Pau         | 6  | 5  | 0  | 1  | 32 | 9  | 23  | 229 | 114 | 115  | 10  |
| Perpignan   | 6  | 5  | 0  | 1  | 24 | 9  | 15  | 200 | 104 | 96   | 10  |
| Sale Sharks | 6  | 2  | 0  | 4  | 17 | 24 | -7  | 168 | 181 | -13  | 4   |
| Caerphilly  | 6  | 0  | 0  | 6  | 8  | 39 | -31 | 81  | 279 | -198 | 0   |

### Grupo 4
| Team             | PJ | PG | PE | PP | TF | TC | DT  | PF  | PC  | Dif  | Pts |
| ---------------- | -- | -- | -- | -- | -- | -- | --- | --- | --- | ---- | --- |
| Ebbw Vale        | 6  | 6  | 0  | 0  | 31 | 13 | 18  | 252 | 127 | 125  | 12  |
| Toulon           | 6  | 3  | 0  | 3  | 17 | 8  | 9   | 178 | 148 | 30   | 6   |
| Connacht         | 6  | 2  | 0  | 4  | 15 | 18 | -3  | 131 | 165 | -34  | 4   |
| Steaua Bucureşti | 6  | 1  | 0  | 5  | 13 | 37 | -24 | 120 | 241 | -121 | 2   |

### Grupo 5
| Team               | PJ | PG | PE | PP | TF | TC | DT  | PF  | PC  | Dif  | Pts |
| ------------------ | -- | -- | -- | -- | -- | -- | --- | --- | --- | ---- | --- |
| Biarritz Olympique | 6  | 5  | 0  | 1  | 34 | 8  | 26  | 227 | 77  | 150  | 10  |
| Gloucester         | 6  | 4  | 1  | 1  | 25 | 12 | 13  | 188 | 113 | 75   | 9   |
| Bridgend RFC       | 6  | 2  | 1  | 3  | 13 | 20 | -7  | 113 | 151 | -38  | 5   |
| Spain XV           | 6  | 0  | 0  | 6  | 7  | 39 | -32 | 79  | 266 | -187 | 0   |

### Grupo 6
| Team              | PJ | PG | PE | PP | TF | TC | DT  | PF  | PC  | Dif  | Pts |
| ----------------- | -- | -- | -- | -- | -- | -- | --- | --- | --- | ---- | --- |
| Newcastle Falcons | 6  | 5  | 0  | 1  | 24 | 8  | 16  | 200 | 90  | 110  | 10  |
| Narbonne          | 6  | 3  | 0  | 3  | 19 | 7  | 12  | 153 | 96  | 57   | 6   |
| Aurillac          | 6  | 3  | 0  | 3  | 13 | 20 | -7  | 125 | 153 | -28  | 6   |
| Dunvant           | 6  | 1  | 0  | 5  | 11 | 32 | -21 | 92  | 231 | -139 | 2   |

### Grupo 7
| Team         | PJ | PG | PE | PP | TF | TC | DT  | PF  | PC  | Dif  | Pts |
| ------------ | -- | -- | -- | -- | -- | -- | --- | --- | --- | ---- | --- |
| London Irish | 6  | 4  | 0  | 2  | 24 | 19 | 5   | 192 | 140 | 52   | 8   |
| SU Agen      | 6  | 5  | 0  | 1  | 30 | 7  | 23  | 211 | 100 | 111  | 8*  |
| Brive        | 6  | 3  | 0  | 3  | 25 | 18 | 7   | 199 | 162 | 37   | 6   |
| Rugby Roma   | 6  | 0  | 0  | 6  | 9  | 44 | -35 | 94  | 294 | -200 | 0   |

## Fase final

### Cuartos de final
| 15 de abril | Section Paloise | 36 - 20 | Newcastle Falcons |  |  |

| 15 de abril | Ebbw Vale | 20 - 21 | London Irish |  |  |

| 15 de abril | Castres Olympique | 43 - 33 | Perpiñán |  |  |

| 15 de abril | Biarritz Olympique | 29 - 19 | Bristol Bears |  |  |

### Semifinales
| 5 de mayo | Castres Olympique | 40 - 30 | London Irish |  |  |

| 6 de mayo | Section Paloise | 51 - 27 | Bristol Bears |  |  |

### Final
| 28 de mayo | Section Paloise | 34 - 21 | Castres Olympique | Estadio Ernest-Wallon,         |  |
|            |                 |         |                   | Asistencia: 6.000 espectadores |  |

| Bandera de Francia      |
| Campeón Section Paloise |
| Primer título           |